# Grewia atrobrunnea
Grewia atrobrunnea är en malvaväxtart som beskrevs av Karl Ewald Maximilian Burret. Grewia atrobrunnea ingår i släktet Grewia och familjen malvaväxter. Inga underarter finns listade i Catalogue of Life.